# Davy Roef
Davy Roef (Rumst, 6 febbraio 1994) è un calciatore belga, portiere del Gent.

## Carriera

### Club
Dopo le giovanili del club, gioca nella massima serie belga dal 2012 con l'Anderlecht.

### Nazionale
Nel 2015 ha esordito con la maglia della Nazionale Under-21 belga.

## Palmarès

### Club

#### Competizioni giovanili
- Torneo di Viareggio: 1

Anderlecht: 2013

#### Competizioni nazionali
- Campionato belga: 2

Anderlecht: 2012-2013, 2013-2014
- Supercoppa del Belgio: 4

Anderlecht: 2012, 2013, 2014, 2017
- Coppa del Belgio: 1

Gent: 2021-2022

### Individuale
- Miglior portiere del Torneo di Viareggio: 1

2013